# Ніверне

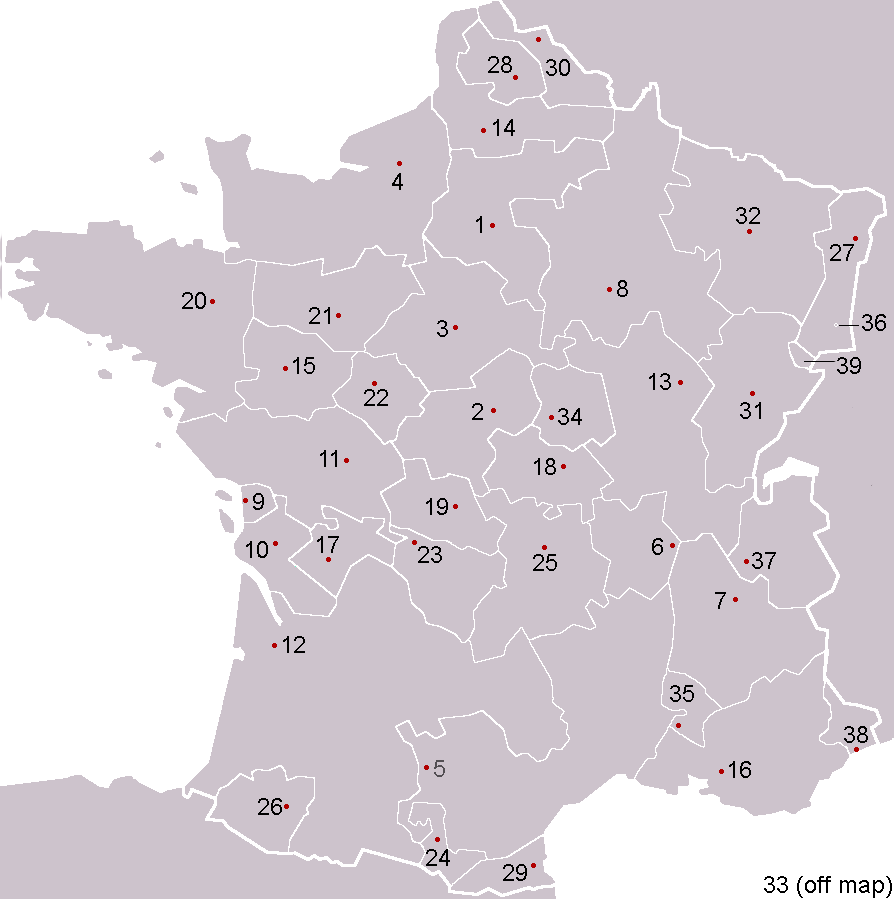
Історичні області Франції. Ніверне позначена номером 34.

46°59′ пн. ш. 3°10′ сх. д. / 46.99° пн. ш. 3.16° сх. д.
Ніверне (фр. Nivernais) — одна з історичних провінцій Франції.

## Історія
Територія була дарована Людовиком I Благочестивим своєму синові Піпіну і з другої половини IX століття в ній розташовувалося Неверське графство.
Площа Ніверне оцінювалася в 6,8 тис. км².
Столицею Ніверне був місто Невер, область займала сучасний департамент Ньєвр і прилеглу територію на правобережжі в середній течії Луари. На півночі Ніверне межувала з Орлеане, на півночі і сході — з Бургундією, на півдні — з Бурбонне, на заході — з Беррі. Після Французької революції провінція скасована.
Найважливіші міста — Шато-Шинон-Віль, Донзі, Кламсі, Десіз. Завдяки ґрунту та вологому клімату територія Ніверне була в основному покрита лісами.
У 1784 почалося будівництво каналу, названого на честь провінції.